# Denis Gremelmayr
Denis Gremelmayr (ur. 16 sierpnia 1981 w Heidelbergu) – niemiecki tenisista.

## Kariera tenisowa
Jako zawodowy tenisista występował w latach 2000–2013.
W grze pojedynczej wygrał 6 turniejów rangi ATP Challenger Tour.
W turniejach rangi ATP World Tour Niemiec najdalej doszedł w roku 2008, podczas rozgrywek w Estoril osiągając półfinał. Po drodze wyeliminował m.in. Jarkka Nieminena, natomiast przegrał z Rogerem Federerem.
Najwyżej w rankingu ATP singlistów zajmował 59. miejsce (5 maja 2008), a rankingu deblistów 188. pozycję (22 czerwca 2009).

### Zwycięstwa w turniejach ATP Challenger Tour w grze pojedynczej
| Końcowy wynik | Nr | Data | Turniej      | Nawierzchnia    | Przeciwnik            | Wynik finału     |
| ------------- | -- | ---- | ------------ | --------------- | --------------------- | ---------------- |
| Zwycięzca     | 1. | 2007 | Düsseldorf   | Ceglana         | Andreas Haider-Maurer | 6:7(5), 6:2, 6:4 |
| Zwycięzca     | 2. | 2007 | Eckental     | Dywanowa (hala) | Roko Karanušić        | walkower         |
| Zwycięzca     | 3. | 2008 | Eckental     | Dywanowa (hala) | Roko Karanušić        | 6:2, 7:5         |
| Zwycięzca     | 4. | 2010 | Cremona      | Twarda          | Marius Copil          | 6:4, 7:5         |
| Zwycięzca     | 5. | 2010 | Scheveningen | Ceglana         | Thomas Schoorel       | 7:5, 6:4         |
| Zwycięzca     | 6. | 2010 | Poznań       | Ceglana         | Andriej Kuzniecow     | 6:1, 6:2         |